# علی‌اشرف عبدالله‌پوری حسینی
میر علی‌اشرف عبدالله‌پوری حسینی (زاده ۱۳۴۰ در تبریز) اقتصاددان و سیاستمدار ایرانی است. وی نماینده استان آذربایجان شرقی از حوزهٔ انتخابیهٔ تبریز در مجلس شورای اسلامی در دوره‌های سوم و ششم و همچنین رئیس سازمان خصوصی‌سازی و معاون وزیر اقتصاد بود.
عبدالله‌پوری حسینی در مهر ۱۳۹۲ از سوی علی طیب‌نیا، وزیر امور اقتصادی و دارایی، به جای محمدرحیم احمدوند رئیس سازمان خصوصی‌سازی و معاون وزیر اقتصاد شد. وی پیش از این نیز ریاست این سازمان را از خرداد سال ۱۳۸۳ تا دی ۱۳۸۴ بر عهده داشت.
وی در انتخابات ریاست‌جمهوری سال ۱۳۹۲، رئیس ستاد انتخاباتی حسن روحانی در آذربایجان شرقی بود.

## واگذاری‌ها در سازمان خصوصی‌سازی
وی که رئیس سازمان خصوصی‌سازی در دهه ۸۰ نیز بوده، بعد از روی کار آمدن حسن روحانی در سال ۱۳۹۲، یکبار دیگر مسئولیت این سازمان را بر عهده گرفت. عبدالله‌پوری حسینی، رئیس ستاد انتخاباتی حسن روحانی در استان آذربایجان شرقی در سال ۱۳۹۲ بود. از زمان روی کار آمدن وی انتقادات فراوانی پیرامون واگذاری‌های سازمان خصوصی‌سازی شکل گرفت. واگذاری بنگاه‌هایی مانند آلومینیوم المهدی هرمزگان، آلومینیم ایران (ایرالکو)، پالایشگاه کرمانشاه، شرکت کشت و صنعت کارون خوزستان، شرکت کشت و صنعت مغان، کشت و صنعت نیشکر هفت‌تپه در شوش،  شرکت ماشین سازی تبریز و موارد دیگر از جمله اقدامات رئیس سازمان خصوصی‌سازی بوده که با حاشیه‌های بسیار زیادی همراه بوده‌است.

## ممنوع‌الخروج شدن
خبر ممنوع‌الخروج شدن وی در ۳۰ دی ۱۳۹۷ در رسانه‌ها منتشر شد. احمد علیرضابیگی نماینده مجلس در این خصوص گفت: تعدادی از نمایندگان مجلس شورای اسلامی پیش از این با ارسال نامه‌هایی به دادستان کل کشور و دادستان تهران خواستار صدور حکم ممنوع‌الخروجی عبدالله‌پوری حسینی رئیس سازمان خصوصی‌سازی شده بودند که بازپرس هم برای این پرونده حکم را صادر کرد.

## بازداشت
در تاریخ ۲۳ مرداد ۱۳۹۸ سایت الف خبر بازداشت پوری حسینی را منتشر کرد. وی با دستور مقامات قضائی و با اتهام خصوصی‌سازی‌های بدون ضابطه و افسارگسیخته و واگذاری‌های رانتی به افراد خاص بازداشت‌ شده‌است. 

## حکم ۱۵ سال زندان
در سال ۱۳۹۹ عبدالله‌پوری حسینی رئیس پیشین سازمان خصوصی‌سازی‌ به جرم «اخلال در نظام اقتصادی و تولیدی کشور به طور عمده از طریق عدم رعایت تشریفات قانونی در واگذاری شرکت‌های دولتی به بخش خصوصی» به ۱۵ سال حبس محکوم شد.